# Villa Amalia (Film)
Villa Amalia ist ein französisches Drama mit Isabelle Huppert in der Hauptrolle aus dem Jahr 2009, das nach dem Roman Villa Amalia von Pascal Quignard adaptiert wurde. Regie führte Benoît Jacquot.

## Handlung
Ann ist eine begnadete und brillante Musikerin, deren Welt zusammenbricht, als sie sieht, wie ihr Mann eine andere Frau küsst. Ohne zu zögern verlässt sie ihn und stürzt sich kopflos in einen Neuanfang. Sie begibt sich auf eine Reise, die sie schließlich in eine abgelegene Villa auf der italienische Insel Ischia führt. Nachdem sie sich eingerichtet hat, möchte Ann neue Extreme ausprobieren und versucht so weit wie möglich auf den Ozean hinaus zu schwimmen. Als sie dabei ohnmächtig wird, wird sie von der Einheimischen Giulia aus dem Wasser gezogen. Mit Giulia beginnt Ann eine ganz neue Facette des Lebens zu entdecken.

## Hintergrund
Bei einem Budget von 4,1 Mio. US-Dollar spielte der Film 4,8 Mio. US-Dollar ein. Vertrieben wird der Film von EuropaCorp Distribution. In Deutschland lief der Film ab dem 25. November 2010 in den Kinos.

## Kritik
„Ein vielschichtiges, mit einer großartigen Hauptdarstellerin besetztes Psychogramm, das mit Auslassungen, dissonanter Musik und dem Spiel mit Zeit- und Wirklichkeitsebenen Innenansichten eines frappierenden Persönlichkeitswechsels bietet, wobei hintersinnig auch über den Schauspielerberuf nachgedacht wird.“